# 1131
| Calendário gregoriano                                                        | 1131 MCXXXI                                          |
| Ab urbe condita                                                              | 1884                                                 |
| Calendário arménio                                                           | 580 – 581                                            |
| Calendário bahá'í                                                            | -713 – -712                                          |
| Calendário budista                                                           | 1675                                                 |
| Calendário chinês                                                            | 3827 – 3828 Início a 31 de janeiro (aproximadamente) |
| Calendário copta                                                             | 847 – 848                                            |
| Calendário etíope                                                            | 1123 – 1124                                          |
| Calendários hindus - Vikram Samvat - Calendário nacional indiano - Cáli Iuga | 1186 – 1187 1052 – 1053 4231 – 4232                  |
| Calendário Holoceno                                                          | 11131                                                |
| Calendário islâmico                                                          | 525 – 526                                            |
| Calendário judaico                                                           | 4891 – 4892                                          |
| Calendário persa                                                             | 509 – 510                                            |
| Calendário rúnico                                                            | 1381                                                 |
| Calendário solar tailandês                                                   | 1674                                                 |

1131 (MCXXXI, na numeração romana) foi um ano comum do século XII do Calendário Juliano, da Era de Cristo, e a sua letra dominical foi D (53 semanas), teve início a uma quinta-feira e terminou também a uma quinta-feira.
No território que viria a ser o reino de Portugal estava em vigor a Era de César que já contava 1169 anos.
| Ano completo                        |
| ----------------------------------- |
| Ano comum com início à quinta-feira |

## Eventos
- Início da construção do Mosteiro de Santa Cruz, em Coimbra, que surgirá como o centro cultural mais importante do princípio da nacionalidade portuguesa.
- D. Afonso Henriques abandona Guimarães e instala-se em Coimbra.
- Melisende de Jerusalém e o seu consorte Fulque V de Anjou sucedem a Balduíno de Bourcq no trono de Jerusalém.

## Mortes
- 7 de janeiro - Canuto Lavardo, príncipe dinamarquês (n. 1096).
- 1 de março - Estêvão II, rei da Hungria (n. 1101).
- 21 de Agosto - Balduíno de Bourcq, cruzado e rei de Jerusalém.
- 9 de Julho - Raimundo Berengário III n. 1082, foi conde de Barcelona.